# Doriaella cinnabarina
Doriaella cinnabarina är en insektsart som beskrevs av Bolívar, I. 1898. Doriaella cinnabarina ingår i släktet Doriaella och familjen Pyrgomorphidae. Inga underarter finns listade i Catalogue of Life.